# Curt Backeberg
Curt Backeberg (Luneburgo, 2 agosto 1894 – 14 gennaio 1966) è stato un botanico tedesco.
È famoso soprattutto per la collezione e la classificazione di piante grasse.
Viaggiò molto per l'America centrale e Meridionale, e pubblicò molti libri sulle cactacee, di cui ricordiamo Die Cactacee e Kakteenlexikon. Fu lo scopritore di numerose nuove specie.